# Boudjellil (Béjaïa)
Boudjellil (în arabă بوجليل) este o comună din provincia Béjaïa, Algeria.
Populația comunei este de 11.486 de locuitori (2008).